# Amphibiobeania epiphylla
Amphibiobeania epiphylla is een mosdiertjessoort uit de familie van de Beaniidae. De wetenschappelijke naam van de soort is voor het eerst geldig gepubliceerd in 2007 door K. Metcalfe, D.P. Gordon & E. Hayward.